# Miguel Ângelo Pereira
Miguel Ângelo Pereira (Barcelinhos, Barcelos, 27 de gener de 1843 — Porto, Gran Porto, 1 de febrer de 1901) fou un pianista i compositor portuguès. Passà la major part de la seva vida al Brasil. Va morir pobre, boig i oblidat.
La seva òpera Eurico, basada en el llibre del mateix nom d'Alexandre Herculano. Va estar representada al (Lisboa) el 1870, el Teatre Saint John (Porto) per primera vegada en 1874, on se li va oferir un bastó de plata, sent representada en diverses ocasions a la ciutat del nord de Portugal. També es va representar a Rio de Janeiro en 1878.

## Obres
- Zaida, òpera.
- Avalanche, òpera.
- Cantata a Luís de Camões.
- Simfonia Adamastor.
- Marcha do Ódio, musicant un poema de Guerra Junqueiro.
- a més de diversos valsos i polques.